# 普盧日尼基
50°2′39″N 31°52′23″E / 50.04417°N 31.87306°E
普盧日尼基（烏克蘭語：Плужники）是位於烏克蘭北部的村莊，由基辅州鲍里斯皮尔区的亞霍滕市鎮負責管轄。該村始建於1723年，面積1平方公里，海拔高度102米，2001年人口111，人口密度每平方公里111人。